# آنتوان بوردل
آنتوان بوردل (انگلیسی: Antoine Bourdelle; ۳۰ اکتبر ۱۸۶۱ – ۱ اکتبر ۱۹۲۹) مجسمه‌ساز و نقاش اهل فرانسه بود.
او در مونتوبان، تارن-ا-گارون متولد شد و در نزدیکی پاریس درگذشت. مقبره وی در گورستان مون‌پارناس، پاریس است.
آثار آنتوان بوردل در موزه‌ای به نام خودش به نمایش گذاشته شده‌اند. موزه بوردل (Musée Bourdelle) در شهر پاریس، فرانسه قرار دارد و در محل کارگاه و محل زندگی سابق این هنرمند واقع شده است. این موزه در سال ۱۹۴۹ میلادی تأسیس شد و بخشی از آثار مهم بوردل، شامل مجسمه‌ها، طراحی‌ها، نقاشی‌ها و وسایل شخصی‌اش را در معرض دید عموم قرار می‌دهد. موزه بوردل یکی از موزه‌های وابسته به «موزه‌های شهر پاریس» است و نقش مهمی در معرفی هنر مجسمه‌سازی مدرن فرانسه ایفا می‌کند.

## جوایز
وی همچنین برندهٔ جوایزی همچون لژیون دونور (فرمانده)، لژیون دونور (افسر)، و لژیون دونور (شوالیه) شده است.